# Krai de Krasnoyarsk
Krai de Krasnoyarsk (en ruso: Красноярский край) es uno de los nueve krais de Rusia. Su capital es la homónima Krasnoyarsk. Está ubicado en el distrito federal de Siberia, limitando al norte con los mares de Kara y Láptev (océano Ártico) donde posee el archipiélago de Tierra del Norte, al este con Sajá, al sureste con Irkutsk, al sur con Tuvá, al suroeste con Jakasia y Kémerovo, y al oeste con Tomsk, Janti-Mansi y Yamalia-Nenetsia.
Con una superficie de 2 339 700 km² es la segunda entidad más extensa del país (y la tercera subdivisión de país más grande del mundo) —tras la república de Sajá— y con 1,3 hab/km², la séptima menos densamente poblada, por detrás de Kamchatka, Yamalia-Nenetsia, Magadán, Sajá, Nenetsia y Chukotka, la menos densamente poblada.

## Geografía
El krai está localizado en el centro de Siberia, alcanzando 3.000 kilómetros de norte a sur, cerca de la frontera con Mongolia. Limita con los óblast de Tiumén, Tomsk, Irkustsk, y Kémerovo, las repúblicas de Jakasia, Tuvá y Sajá; el océano Ártico al norte. 
El krai cuenta con 43 distritos. El 1 de enero de 2007, según lo acordado el 17 de abril de 2005, los distritos autónomos de Evenkía y Taimiria se unieron al krai. 
Al extremo sur se encuentra la cadena montañosa de Yergakí.
El archipiélago ártico de Sévernaya Zemlyá, cerca de 37 000 km², pertenece a este krai.

### Zona horaria
El krai de Krasnoyarsk se ubica en la Zona Horaria de Krasnoyarsk (KRAT), que corresponde a UTC+8.

### Mapas

El Yeniséi atraviesa este krai hacia el norte, y pasa por Krasnoyarsk
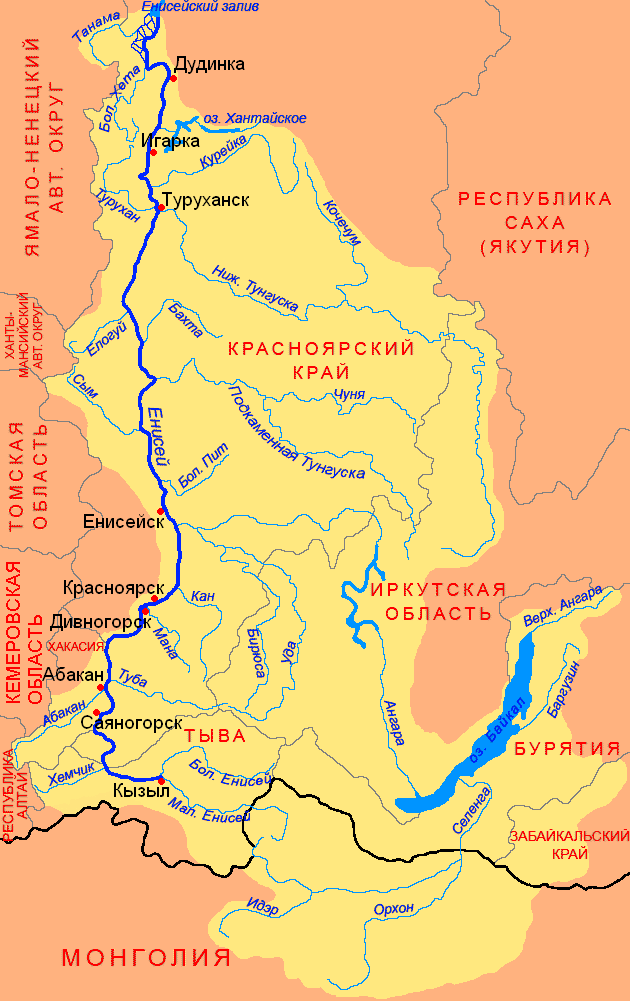
Mapa en ruso del Yeniséi (Енисей)
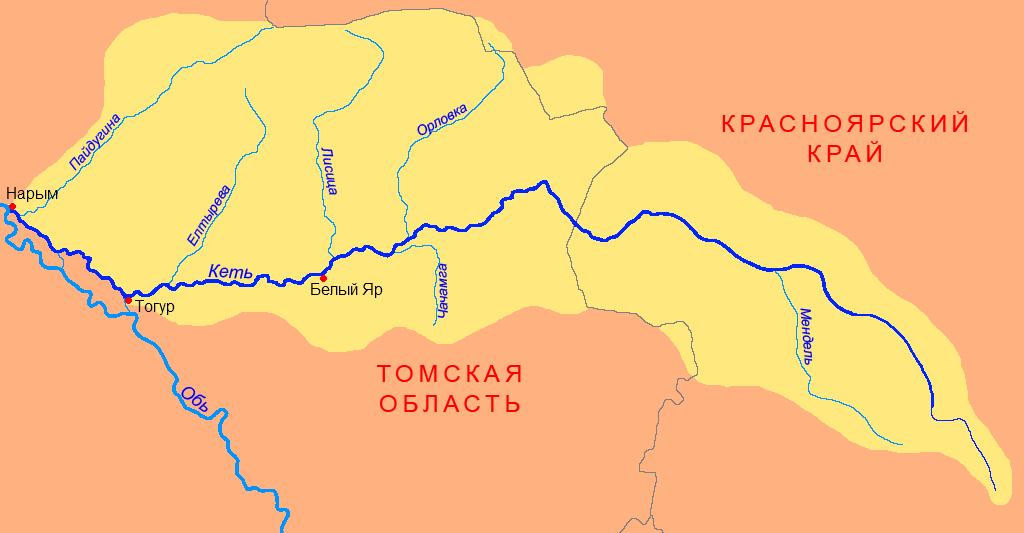
El río Ket —afluente por la derecha del Obi— nace en este krai
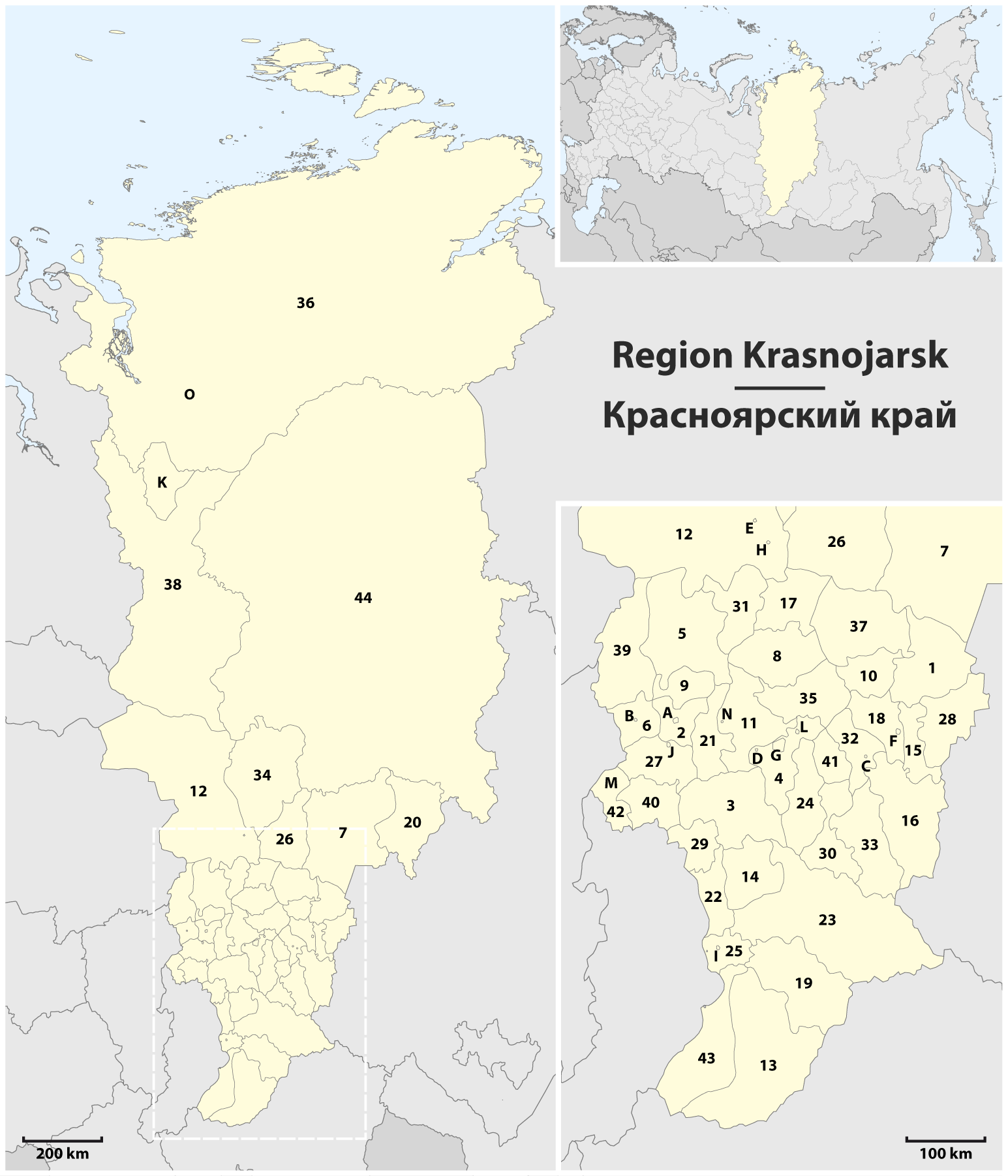
División administrativa del krai de Krasnoyarsk

En el segundo mapa se pueden leer los nombres de las siguientes ciudades de este krai: Divnogorsk (Дивногорск), Krasnoyarsk (Красноярск), Yeniseisk (Енисе́йск), Turujansk (Туруханск), Igarka (Игарка) y Dudinka (Дудинка).

## Historia
Este krai fue fundado en 1934, y en ese entonces incluía lo que ahora es Jakasia. En 1991, Jakasia se separó, y se volvió una república.
En los tiempos de Stalin, muchos alemanes de Rusia y ucranianos fueron arrestados y deportados a los campos de trabajo forzado del Gulag del krai de Krasnoyrask por razones de persecución étnica. También fueron deportados allí rusos y bielorrusos por persecución ideológica y condenados a trabajos forzados, por ejemplo, los trotskistas.
El 1 de enero de 2007, los territorios independientes de Evenkía y Taimiria fueron anexados al krai.

## Economía
Más del 95% de las ciudades, la mayoría de las industrias, y toda la actividad agrícola se concentra en la parte sur de la región. Es una de las partes más ricas de Rusia en recursos naturales. El 80% del níquel, 75% del cobalto, 70% del cobre, 16% del carbón y 10% del oro se extrae en esta región. También se produce el 20% de la leña. Las mayores industrias de la región son: metalurgia de metales no-ferrosos, energía, de la madera, química, y refinamiento de petróleo.

## Demografía

### Grupos étnicos
Según el censo de Rusia de 2002, la composición regional es de: 
• Rusos: 88.38 %
• Ucranianos: 2.37 % 
• Tártaros: 1.49 % 
• Alemanes de Siberia: 1.24 % 
• Azeríes: 0.65 % 
• Bielorrusos: 0.61 % 
• Chuvasios: 0.57% 
• Dolgano: 0.38% 
• Armenios: 0.36% 
• Ewenkis: 0.29% 
• Mordvinos: 0.25% 
• Nenets: 0.21% 
• Maris: 0.17% 
• Jakasios: 0.16% 
• Estonios: 0.14% 
• Kirguiz: 0.13% 
• Baskires: 0.13% 
• Moldavos: 0.13% 
• Tayikos: 0.12% 
• Udmurtos: 0.11% 
• Letones: 0.10% 
• Uzbekos: 0.09% 
• Kazajos: 0.09% 
• Polacos: 0.08% 
• Yakutos: 0.08% 
• Lezguinos: 0.07% 
• Lituanos: 0.07% 
• Gitanos: 0.07% 
• Georgianos: 0.06% 
• Judíos 0.06% 
• Osetios: 0.06% 
• Nganasanos: 0.05% 
• Tuvanos: 0.05% 
• Ket: 0.05% 
• Coreanos: 0.04% 
• Buriatos: 0.04% 
• Chechenos: 0.03% 
• Griegos: 0.03% 
• Latgalianos: 0.03% 
• Otros grupos étnicos de menos de 800 representantes 
También un 0.56% de los residentes no indicaron su nacionalidad en el cuestionario del censo.